# Hradiště, Domažlice
Hradiště là một làng thuộc huyện Domažlice, vùng Plzeňský, Cộng hòa Séc.